# 五叶双花委陵菜
五叶双花委陵菜（学名：Potentilla biflora var. lahulensis）为蔷薇科委陵菜属下的一个变种。

## 扩展阅读
- 維基物種上的相關：五叶双花委陵菜